# Bill Browder

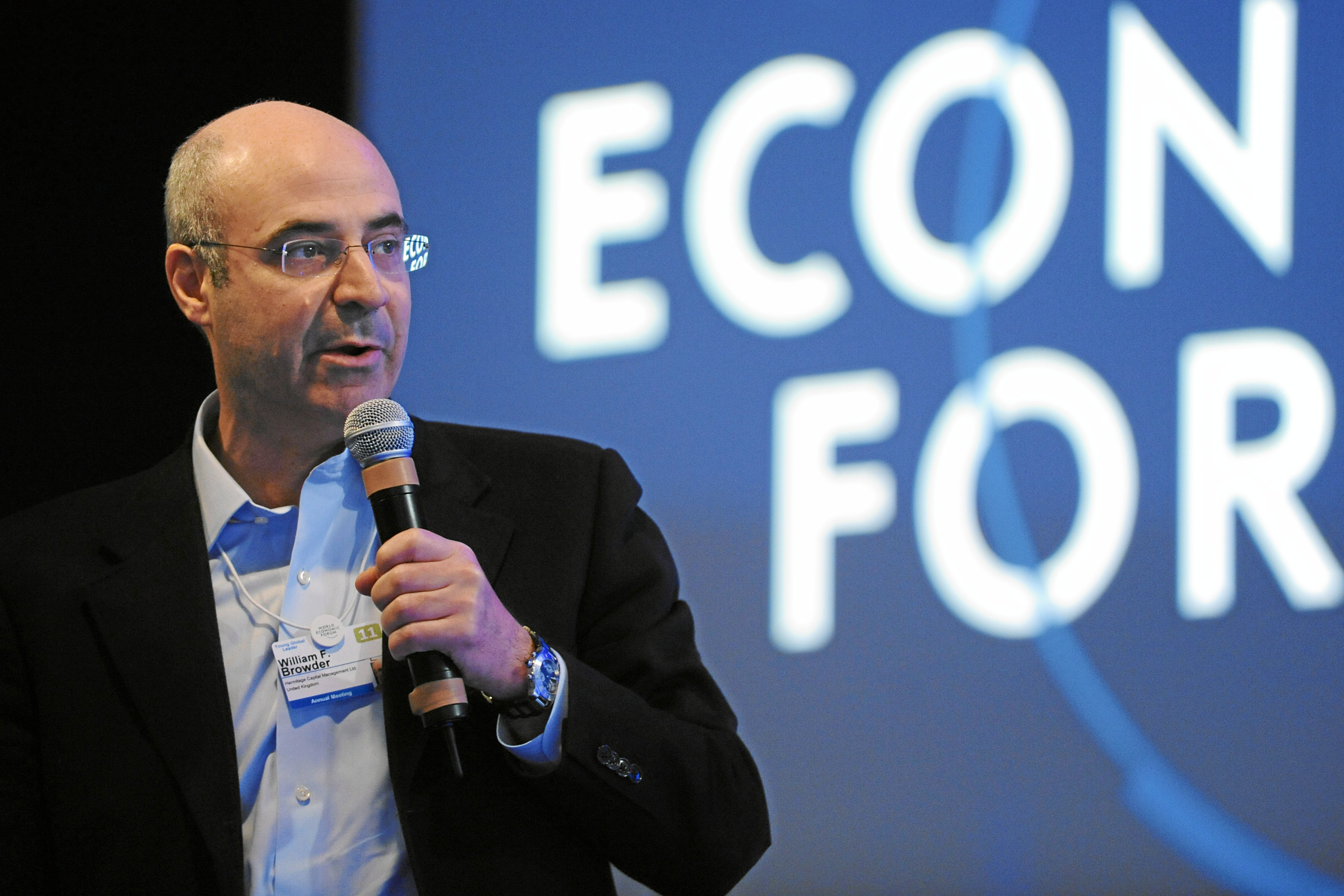
William F. Browder - World Economic Forum Annual Meeting 2011

William Felix Browder (23 april 1964, Chicago, Illinois, VS) is de ceo en mede-oprichter van het investeringsfonds Hermitage Capital Management ("Hermitage"), een bedrijf dat ooit het grootste buitenlandse investeringsfonds in Rusland was. Browder lobbyde voor de Magnitsky Act, die in 2012 werd ondertekend door president Barack Obama.

## Levensloop
Bill Browder stamt uit een vooraanstaande Joodse familie in Chicago. Hij is de kleinzoon van Earl Browder, een voormalig leider van de Communistische Partij van de Verenigde Staten gedurende de jaren dertig en de eerste helft van de jaren veertig van de twintigste eeuw. Van 1927 tot 1929 woonde en werkte hij in Rusland en trouwde er met een Russin.
Browder studeerde Economie aan de Universiteit van Chicago. Hij behaalde een MBA aan de Stanford Graduate School of Business in 1989.
In 1998 gaf hij zijn Amerikaanse nationaliteit op voor de Britse. Voordat hij Hermitage oprichtte werkte Browder in de Oost-Europese praktijk van de Boston Consulting Group in Londen en voerde hij het beheer over de investeringen in Russische activa bij Salomon Brothers.

### Hermitage Capital Management
Bill Browder en Edmond Safra stichtten Hermitage Capital Management in 1996 met als doel investeringen in Rusland te stimuleren met een startkapitaal van $25 miljoen. Een succesrijke zakelijke stap omdat zij profiteerden van de golf van privatiseringen die zich op dat moment in Rusland voltrok. Dit leverde Hermitage een substantiële verhoging van haar investeringsbasis op.
Ondanks forse verliezen ten gevolge van de Russische financiële crisis van 1998 bleef Browder Hermitages missie om in Rusland te investeren trouw. Hermitage ontpopte zich als een prominente activistische aandeelhouder in een aantal Russische top-bedrijven, zoals de gasgigant Gazprom, de olie-reus Rosneft, RAO UES, Sberbank en VSMPO-Avisma. Aandeelhouder Browder toonde aan dat corruptieve handelingen en illegale transacties door het management van deze semi-overheidsbedrijven schering en inslag waren. Een citaat van hem luidde: "Je moest een activistisch aandeelhouder worden, als je niet wilde dat alles je werd ontstolen."
In de periode 1995-2006 was Hermitage een van de grootste buitenlandse investeerders in Rusland. Browder vergaarde met het beheer van het fonds een aanzienlijk fortuin. Naar schatting verdiende hij in 2006 £125-150 miljoen. In 2007 verdiende hij dit nogmaals.
In maart 2013 meldde HSBC, een bank die optrad als manager en curator van Hermitage, dat de activiteiten van het fonds in Rusland zouden worden gestaakt. Dit besluit werd genomen parallel aan een aanklacht wegens smaad in Londen en een vervolging wegens belastingontduiking in Moskou, beide tegen Browder.

### Conflict met de Russische overheid / Magnitsky Act
In 2006, na tien jaar zakendoen in het land, werd Browder door de Russische regering op een zwarte lijst geplaatst. Hij werd gebrandmerkt als een gevaar voor de nationale veiligheid en hem werd de toegang tot het land geweigerd. The Economist schreef dat hij werd uitgewezen omdat hij betrokken was bij de geldstroom naar "corrupte bureaucraten en hun zakelijke medeplichtigen". Browder was eerder niettemin een supporter van de Russische president Vladimir Poetin.
The New York Times rapporteerde in 2008 "dat in de volgende twee jaar verscheidene van zijn collega's en advocaten als ook hun familieleden, slachtoffer werden van misdaden, waaronder ernstige mishandelingen en berovingen waarbij documenten werden afgepakt".
In juni 2007 overvielen tientallen politieagenten de kantoren van Hermitage en namen daarbij documenten en computers in beslag. Een medewerker die protesteerde en beweerde dat de actie illegaal was, werd door de agenten in elkaar geslagen en moest twee weken in een ziekenhuis worden opgenomen. Hermitage werd slachtoffer van wat in Rusland bekendstaat als "bedrijfsovervallen": het inpalmen van ondernemingen en andere aanwinsten met de hulp van corrupte wetshandhavers en rechters. Drie ondernemingen van Hermitage werden volgens de eigen advocaten op basis van valse voorwendselen aangepakt. De invallen in 2007 stelde corrupte wetshandhavers in staat om de registratie-documenten van drie ondernemingen van de holding te stelen. Deze werden gebruikt om deze drie bedrijven een fraude aan te wrijven en daarvoor een nabetaling van belasting van $230 miljoen aan de Russische staat op te leggen en in te vorderen.
In november 2008 werd een van Hermitages advocaten, Sergej Magnitski, gearresteerd. Hij werd beschuldigd van juist de belastingontduiking die hij in de openbaarheid had gebracht. Magnitski overleed op 16 november 2009, na elf maanden voorlopige hechtenis. Zijn dood zou uiteindelijk leiden tot de aanvaarding door het Amerikaanse Congres van de Magnitsky Act, die op 14 december 2012 werd getekend door president Barack Obama. De wet richt zich rechtstreeks tegen bij de Magnitski-affaire betrokken Russische individuen. De wet ontzegt hun de toegang tot de VS en voorts het gebruik van Amerikaanse bankdiensten. Als vergelding hiervoor heeft de Russische regering de adoptie van Russische kinderen door Amerikaanse ingezetenen verboden, alsmede bepaalde Amerikanen de toegang tot Rusland ontzegd.
In februari 2013 kondigden Russische autoriteiten aan dat Browder en Magnitski vervolgd zouden worden wegens het ontduiken van een bedrag van $16,8 miljoen aan belastingen. Vervolgens onderzochten de Russische autoriteiten de verwerving van aandelen Gazprom ter waarde van $70 miljoen door Hermitage. Het onderzoek spitste zich toe op de vraag of Browder de Russische wet overtrad door aandelen te kopen met inschakeling van Russische bedrijven, geregistreerd in de regio Kalmukkië. 
Een onderzoek door de Europese Raad voor Justitie en Mensenrechten pleitte Browder vrij van beschuldigingen van malversaties die aan de oppervlakte waren gekomen. Toentertijd werd buitenlanders, op grond van Russische wetgeving, verboden Gazprom-aandelen te bezitten. Browder werd er ook van beschuldigd geprobeerd te hebben zich toegang tot financiële verslagen van Gazprom te verschaffen. Browder gaf toe invloed op het opereren van Gazprom te hebben nagestreefd, maar ontkende daarbij overtredingen te hebben begaan. Zijns inziens was het aankopen van Gazprom-aandelen investeren in de Russische economie, terwijl het streven om het Gazprom-management te beïnvloeden werd veroorzaakt door een voortwoekerende fraude binnen het bedrijf. Daarbij kwam nog dat het stelsel van in Rusland geregistreerde dochterondernemingen met aanspraak op belastingvoordelen ook door andere buitenlandse investeerders werd benut en niet illegaal was. 
Ook verklaarde hij dat hij geloofde dat het proces tegen Hermitage een tegenzet was als reactie op het aannemen van de Magnitsky Act door het Amerikaanse Congres. Een wet die Russische autoriteiten, die betrokken waren bij de dood van Sergej Magnitski, de toegang tot de VS ontzegde. Zoals beweerd door de Financial Times was dit strafproces gedoemd het eerste te zijn tegen een overleden gedaagde.
Amnesty International beschreef het proces als "een heel nieuw hoofdstuk in het Russische record van mensenrechtenschending" en een "sinistere poging" om de aandacht af te leiden van diegenen die de misdaden pleegden, die Magnitski aan het licht bracht.
Zoals het weekblad The Nation benadrukte in december 2012, bracht de Magnitsky Act "roekeloos en onnodig" de samenwerking van de VS en Rusland in gevaar op vitale terreinen van Afghanistan en het Midden Oosten tot en met de strijd tegen het internationale terrorisme en de proliferatie van nucleaire wapens.
Op 11 juli 2013 werd Browder door een regionaal strafhof in Moskou bij verstek wegens belastingontduiking veroordeeld tot negen jaar hechtenis. In mei en opnieuw in juli 2013 weigerde Interpol gehoor te geven aan verzoeken van het Russische ministerie van Binnenlandse Zaken om Browder op de opsporingslijst te plaatsen en te arresteren, omdat zij de Russische zaak tegen hem als van doorslaggevend politieke aard beschouwden.
In april 2014 nam het Europees Parlement unaniem een resolutie aan om 30 Russische medeplichtigen aan de Magnitski-zaak sancties op te leggen. Het was de eerste keer in de geschiedenis van het parlement dat een stemming plaatsvond over het vaststellen van een publieke lijst van gesanctioneerde personen.

### Browders getuigenis in de Amerikaanse Senaatscommissie voor Justitie
Op 27 juli 2017 getuigde Browder in de Senaatscommissie voor Justitie over de vermeende Russische bemoeienis met de campagne voor de Amerikaanse presidentsverkiezingen 2016. Bijzondere punten van aandacht waren daarbij het van toepassing zijn van de Foreign Agents Registration Act (FARA) en de rol van het in Washington DC gevestigde adviesbureau Fusion GPS, dat de voormalige MI6-spion Christopher Steele betaalde voor het verzamelen van informatie over de banden van Donald Trump met Rusland.
Dit verhoor had als doel om het specifieke werken van het bureau aan een legale casus onder de werking van de Magnitsky Act te onderzoeken. Centraal in Browders getuigenis stond de president van Rusland, Vladimir Poetin. Browder betoogde dat president Poetin feitelijk een van de rijkste mensen ter wereld is. Hij bouwt zijn fortuin op door Russische oligarchen te onderdrukken en 50% van hun inkomsten af te nemen: "Ik schat dat hij sinds zijn 17 jaar aan de macht zijn $200 miljard heeft verzameld aan wederrechtelijk verkregen inkomsten door dergelijke operaties.
Hij brengt zijn geld onder in het Westen. In potentie is zijn geld daar vatbaar voor bevriezing en inbeslagneming. Om die reden heeft hij een veelbetekenend en heel persoonlijk belang in het vinden van een uitweg om aan de sancties van de Magnitsky Act te ontkomen."
Hij sloot zijn getuigenis over de omstandigheden die leidden tot de totstandkoming van de Magnitsky Act als volgt af: "Ik hoop dat mijn verhaal u zal helpen de werkwijze van Russische functionarissen in Washington te begrijpen en hoe zij goedgelovige Amerikanen gebruiken om belangrijke buitenlandse politieke doelstellingen te bereiken zonder die te onthullen. Ik hoop ook dat dit verhaal zal leiden tot een wijziging van de wetgeving jegens buitenlandse agenten.".

### Documentaire “The Magnitsky Act – behind the scenes”
In 2016 publiceerde de Russische cineast Andrei Nekrasov “The Magnitsky Act – behind the scenes”. In deze film benadrukt Nekrasov dat hij het verhaal van Bill Browder wilde verfilmen als kritiek op zijn regering, maar tijdens de opnamen en met name het bestuderen van documenten en het interviewen van betrokkenen ontdekte dat Browder mogelijk zelf de diefstal van 230 miljoen dollar had bedacht als vorm van belastingontduiking.
Nekrasov ondersteunt in zijn film deze bewering door gesprekken met betrokkenen, documenten en politierapporten. Sergei Magnitsky was in tegenstelling tot wat Browder beweerde geen jurist, maar een accountant die al jaren voor Hermitage werkte. Het gestolen geld bleek al eerder van de rekeningen te zijn gehaald dan de beweerde diefstal van bedrijfsdocumenten plaatsvond en Magnitsky’s beschuldigingen van corruptie aan het adres van de politie van Moskou zijn pas geuit nadat hij al in voorarrest zat wegens belastingfraude, waarna Browder hem tot klokkenluider bombardeerde. In interviews met de filmmaker maar ook in een gefilmd verhoor onder ede houdt Browder zijn verhaal niet vol. De basis voor het boek, de toespraken van Browder en de Magnitsky Act blijkt te bestaan uit verklaringen, documenten en vertalingen die van slechts één persoon afkomstig zijn, Bill Browder zelf, en waarvan de echtheid onvoldoende is aangetoond.
In westerse landen is de film alleen op internet te zien doordat Browder eenieder die de film vertoont bedreigt met rechtszaken wegens smaad en gedwongen registratie als Buitenlands Agent.

### Bestseller 60
| Boeken met noteringen in de Nederlandse Bestseller 60 | Jaar van verschijnen | Datum van binnenkomst | Hoogste positie | Aantal weken | Opmerkingen |
| ----------------------------------------------------- | -------------------- | --------------------- | --------------- | ------------ | ----------- |
| Vijand van de Russische staat                         | 2015                 | 11-03-2015            | 38              | 1            |             |
| Achtervolgd door de staatsmaffia                      | 2022                 | 04-05-2022            | 4               | 8            |             |